# Ошский музыкально-драматический театр имени Бабура
Ошский государственный академический узбекский музыкально-драматический театр имени Бабура — старейший профессиональный театр Кыргызстана, второй старейший театр в Центральной Азии, основанный Рахмонберди Мадазимовым в 1914 году.

## История театра
В 1914 году под руководством муллы Рахмонберди Мадазимова вместе с учителем русско-туземной школы города Ош Балтыходжой Султановым был основан театральный кружок.
В 1918 году под руководством Рахмонберди Мадазимова вместе с другими просвещёнными деятелями и учителями Ошского уезда Иброхимом Мусабоевым, Бекназаром Назаровым, Журахоном Зайнобиддиновым, Назирхоном Камоловым, Абдурашидом Эшонхоновым, А. Саидовым впервые в Кыргызстане был основан самодеятельный театральный кружок на базе концертной бригады при Реввоенсовете Туркестанского фронта из местных мусульманских актёров. Первый директор, художественный руководитель и главный режиссёр театральной труппы Мадазимов Рахмонберди был первым основателем и организатором театрального движения в Центральной Азии и Кыргызстане. В 1919 году кружок сформировался в драматическую труппу. В дальнейшем к труппе присоединились артисты Абдукодир Исхоков, Исроилжон Исмоилов, Жалил Собитов. Эта труппа послужила не только развитию театрального искусства, но и развитию профессионального музыкального искусства на юге Кыргызстана. В репертуаре труппы, кроме театральных постановок были многочисленные концертные программы, также осуществлялась обработка народных мелодий для музыкального сопровождения спектаклей, что способствовало становлению музыкантов-профессионалов. В дальнейшем эта труппа стала основой для создания Ошского Государственного академического узбекского музыкально-драматического театра имени Бабура.
Театр имени Бабура в городе Ош является старейшим театром в Центральной Азии, после Узбекского национального академического драматического театра имени Хамзы в Ташкенте (основанного в 1913-27 февраля 1914 годах)
В начале своей деятельности театр побывал во всех районах Ошского уезда, где ставил спектакли и боролся оружием искусства и культуры за установление Советской власти на юге Кыргызстана. На своей телеге вместе с реквизитом театра незаметно перевозили оружие через районы, где орудовали банды басмачей и таким образом снабжали Красную армию оружием и боеприпасами. При этом разыгрывался целый спектакль. Украшали телегу, оружие прятали под одеялами и тушаками. Артист Рахмонберди Мадазимов гримировался под ишана-религиозного проповедника. Другие актёры становились его «муридами»-учениками. Басмачи, увидев ишана и его учеников, с почестями довозили их до города Андижана.
Поставленная Р. Мадазимовым на сцене драматической труппы пьеса Маннона Уйгура «Лекарь из Туркестана» в своё время вызвало резкое недовольство реакционных деятелей. Так как в то время в составе труппы не было женщин актрис, то роль женщин великолепно исполнял Журахон Зайнобиддинов. В конце 1920-х годов впервые на сцене появляются актрисы. Это были женщины, смело порвавшие с вековыми устоями женского бесправия. Некоторые из них поплатились за это жизнью: погибли от рук ревнителей ислама талантливые актрисы Н. Юлдашева и Р. Парпиева. Революционные деятели Балтыходжа Султанов и Фазылбек Касымбеков помогали встать на ноги молодому коллективу театральной труппы.

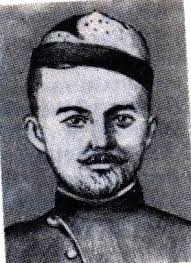
Балтыходжа Султанов

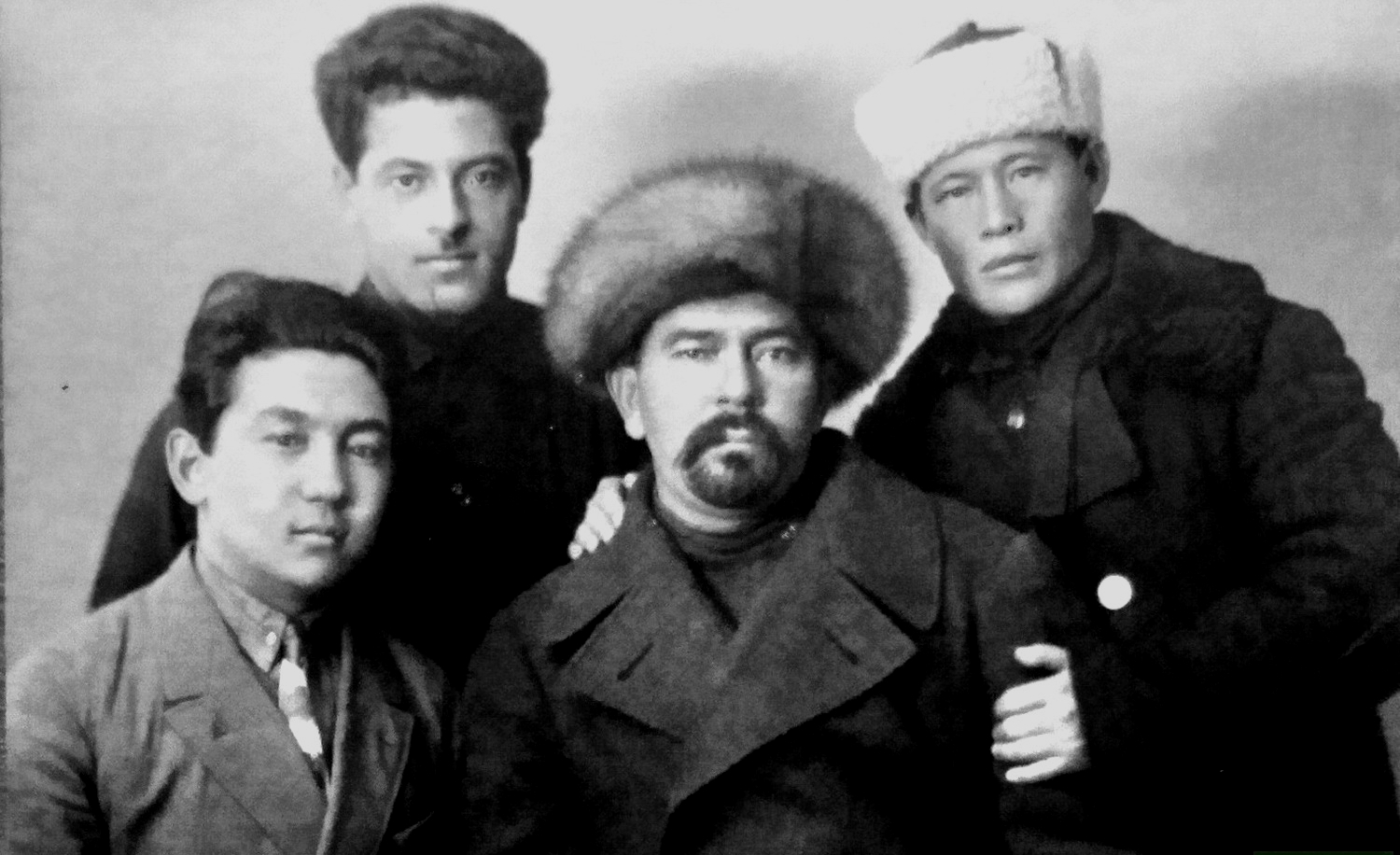
Журахон Зайнобиддинов, заведующий отделом народного образования, среди участников. Первый окружной съезд работников профсоюзов. Фото 1920 г

В соответствии с постановлением Совета народных комиссаров в 1929 году театр начал свою деятельность на профессиональной основе. Постановка Р. Мадазимовым на сцене музыкальной драмы Камила Яшена и Музаффара Мухамедова Архивная копия от 26 августа 2018 на Wayback Machine «Гулсара» стало большим событием. В 1929-1931 годах в театре Р. Мадазимовым были поставлены пьесы К. Яшена «Лолахон», «Ажи-ажи». Спектакль «Лолахон» много раз ставился для трудящихся Оша, Аравана, Узгена, Кара-Суу, Нооката, Ходжаабада. Реакционные элементы организовали ряд нападений на артистов театра. Были подготовлены наёмники, которые должны были поймать и выколоть глаза Рахмонберди Мадазимову, Тожихон Хасановой, Лайлихон Моидовой, Уринбою Рахмонову. Для безопасности артистов к ним были приставлены вооружённые охранники.

Театру оказывали большую практическую помощь: народный артист СССР Рахим Пирмухамедов, Народные артисты Узбекской ССР Хикмат Латипов (1932-1933 годы) и Кудрат Ходжаев.
В 1934 году коллектив театра участвовал на гастролях в Ленинграде, Москве, Ташкенте. Репертуар театра составляли «Фархад и Ширин», «Лейла и Маджнун» и другие узбекские пьесы. Всего было дано двадцать два концерта. В конце гастролей артистов принял первый секретарь Ленинградского обкома партии Сергей Миронович Киров. В 1934 году театр также участвовал на гастролях в Москве. По приглашению председателя ЦИК Узбекской ССР Юлдаша Ахунбабаева в 1934 году коллектив театра принял участие в концерте для участников слёта передовиков-хлопкоробов в Ташкенте. Участники слёта встретили овациями выступления певца Абдуллы тарак Файзуллаева, артистов Уринбоя Рахмонова, Р. Муминовой, Т. Хасановой, Л. Моидовой, К. Хамидова, Г. Исраилова.
В 1936 году после убийства С. М. Кирова театр был назван его именем. 26 мая-4 июня 1939 года — участвовал в 1-й декаде киргизского искусства в Москве, где с группой участников встречался М. И. Калинин.
В 1939 и 1940 годах театр участвовал на гастролях в городе Фрунзе. В 1939 году ведущие артисты театра Розияхон Муминова и Абдулла тарак Файзуллаев первыми в Кыргызстане были удостоены почётного звания заслуженный артист Киргизской ССР.
С началом Великой Отечественной войны многие артисты театра добровольно ушли на фронт.
В 1942 году театр работал над постановкой пьесы «Меч Узбекистана». Эта пьеса рассказывала о героическом участии узбекского народа в Великой Отечественной войне. Постановщиком танцев была народная артистка республики, орденоносец Р. Муминова, музыкальным руководителем А. Князевский, также педагог-вокалист С. Алексеева.
После тяжёлого ранения вернувшийся с фронта Уринбой Рахмонов был назначен художественным руководителем театра, которым руководил до 1949 года. Во время Великой Отечественной войны артисты театра выезжали на фронт и ставили солдатам поставленные Уринбоем Рахмоновым патриотические спектакли: «Смерть захватчикам!» К. Яшена, «Фронт» А. Корнейчука и другие.
После войны на сцене театра Уринбоем Рахмоновым были поставлены спектакли: «Честь женщины», «Весна», «Фархад и Ширин», «Красный галстук», «Песня жизни», «Алтынкуль», «Лепестки», «Семург» и другие. В дальнейшем Уринбой Рахмонов посвятил себя театральной критике и театральной педагогике. Был на всех репетициях и премьерах театра, давал свои ценные советы, учил артистов театра, певцов и музыкантов. Воспитал много молодых творческих кадров для театра.
14-25 октября 1958 года театр участвовал во второй декаде киргизского искусства и литературы в Москве. 20 февраля 1961 года участвовал на 1-м съезде театрального общества Кыргызстана. В 1967 году театр был на гастролях в Таджикистане. Гастроли прошли с большим успехом, коллектив был награждён почётной грамотой министерства культуры Таджикской ССР. 11-17 июля 1967 года участвовал на Днях культуры и искусства Кыргызстана в Москве и были высоко оценены роли сыгранные ведущим артистом театра Дилдорбека Рахмонова. С 4 по 14 сентября 1969 года участвовал в декаде киргизской литературы и искусства в Узбекистане. 2-10 апреля 1970 года участвовал на Празднике искусств народов СССР, посвящённый 100-летию В. И. Ленина.
1-10 июня 1974 года театр принимал участие в 5-фестивале искусств народов СССР «Весна Ала-Тоо», посвящённый 50-летию Киргизской ССР и Компартии Киргизской ССР. В 1974 году театр участвовал на гастролях в городе Ташкенте. Ташкентским зрителям были показаны четыре спектакля: музыкальная драма Шарафа Рашидова «Могучая волна», лирическая комедия Джуры Махмудова «Красавица», музыкальная комедия Касымалы Джантошева «Усатая девушка», музыкальная драма Умаржона Исмаилова «Рустам», а также большая концертная программа. Театр был удостоен почётной грамоты Президиума Верховного Совета Узбекской ССР. Были высоко оценены сыгранные роли ведущего артиста театра Журахона Рахмонова. Он Указом Президиума Верховного Совета Узбекской ССР № 164 от 5 июля 1974 года был удостоен почётного звания заслуженный артист Узбекской ССР (медаль № 877). В истории Кыргызстана только два артиста: Журахон Рахмонов и Шавкат Дадажанов были удостоены этого почётного звания.
По итогам 1-го полугодия 1977 года театр занял почётное второе место в социалистическом соревновании среди союзных театров. Театр был награждён почётной грамотой и дипломом.
За поставленные спектакли «Уркуя», «Переполох перед свадьбой», «Любовь, джаз и чёрт» Юозаса Грушаса в 1978 году по итогам второго Всесоюзного фестиваля театрального искусства и драматургии народов СССР театр был награждён дипломом Министерства культуры СССР, союза писателей СССР и ЦК профсоюзов работников культуры СССР.
В театре действовали три любительских студий. Основная цель этих студий является учить талантливую молодёжь танцевать, петь, играть на музыкальных инструментах и воспитание достойных преемников для театра.
Уроженец Оша заместитель председателя Янгиюльского райисполкома Азизулло Султонович Иззатуллаев просил кандидата в  члены Политбюро ЦК КПСС первого секретаря ЦК КП Узбекской ССР Шарафа Рашидова помочь и выделить средства и необходимые материалы для строительства и оформления нового здания Ошского узбекского театра имени Кирова. В 1979 году театр переехал в новое здание.

Нынешнее здание театра было построено в 1979 году. Предыдущее здание театра располагалось на углу улиц Свердлова и Тельмана (ныне Ленина и Навои, в настоящее время там стоит здание Ошского облпотребсоюза).
В 1970—1980-е годы театр трижды занимал второе и третье место во Всесоюзном соревновании театрально-зрелищных учреждений СССР, награждался почётными грамотами Министерства культуры СССР, Верховных Советов Узбекской и Киргизской ССР.
В 1980 году состоялись юбилейные торжества посвящённые 50-летию театра. 13-20 октября 1984 года коллектив театра был на гастролях в городе Ленинграде и выступал на сцене Ленинградского театра эстрады. Были поставлены пьесы «Нурхон», «Кровавый мираж», «В ночь лунного затмения», «Первый учитель» и концертная программа «Мы из Оша». Народный артист СССР Кирилл Лавров пригласил ошских деятелей культуры в Дом актёра. Творческое общение с ним оставило большое впечатление у театральных деятелей из Кыргызстана.
В 1990 году отмечался 60-летний юбилей театра. Состоялись торжества с участием высшего руководства Кыргызстана и деятелей культуры и искусства Республики Узбекистан. В том же году в городе Бишкек театр участвовал на международном театральном фестивале «Навруз» с музыкальной драмой «Равшан и Зулхумор» и занял втором место. На сцене театра была поставлена драма Абдуллы Арипова «Путь в рай» под руководством ташкентского режиссёра Хамида Кахрамонова. На сцене Ташкентского академического театра имени Хамзы в рамках фестиваля театров Средней Азии была поставлена драма «Путь в рай» и театр был удостоен дипломом. 2 и 3 февраля 1990 года творческий коллектив дал концерт во дворце Дружбы народов в Ташкенте. Этот огромный дворец вместимостью 4200 зрителей был полностью заполнен и в эти дни они встречали ошских деятелей культуры продолжительными аплодисментами.

## Новая история театра
В 1992 году Ошский узбекский драмтеатр имени С. М. Кирова был переименован в Ошский узбекский музыкально-драматический театр имени Бабура.
В торжествах посвящённых переименованию театра именем Бабура участвовали руководство республики, области, а также актёр Ташкентского национального академического театра имени Хамзы, Народный артист СССР Наби Рахимов, театральные деятели и представители общественности Ферганской долины.
Творческий коллектив участвовал в международном фестивале «Шарк Тароналари» в городе Самарканде и завоевал в нём призовые места. В 1996 году в связи с 660-летием великого полководца и государственного деятеля Тамерлана, по произведению Героя Узбекистана, народного поэта А. Арипова поставлен спектакль «Сохибкирон». Спектакль высоко оценён зрителями и театральными деятелями. В 1996 году в рамках международного фестиваля, посвящённого Тамерлану на сцене Ташкентского национального академического театра имени Хамзы была представлена драма «Сохибкирон» (Венценосец), и коллектив был удостоен Гран-при фестиваля.
В 1997 году театральный коллектив побывал на гастролях в Андижанской, Ферганской, Наманганской областях. Точно такие же гастроли по Ферганской долине были успешно проведены в 1999, 2003 и 2004 годах.
В 1998 году на международном театральном фестивале «Арт-Ордо» в Бишкеке театр получил второе место, и был награждён дипломом.
В 1999 году творческий коллектив театра подготовил шедевр мировой драматургии «Макбет» У. Шекспира. До этого в регионе Средней Азии ни один театр не ставил этот спектакль. Постановкой спектакля «Макбет» руководил Заслуженный деятель искусств Республики Узбекистан Карим Юлдашев.
19 ноября 1999 года были проведены праздничные торжества посвящённые 70-летней годовщине театра. Театр с юбилеем поздравили президент Кыргызстана А. Акаев и председатель Парламента страны.

С пьесой Мурзы Гапарова «Соляная степь» театр принял участие на фестивале театров Средней Азии в Бишкеке и занял первое место.

Музыкальная драма Жалила Садикова «Песня о Бабуре» была поставлена на фестивале театров Ферганской долины «Андижанская весна» и в Бишкеке и получила призовое место.
В период с 1996 по 2012 год творческий коллектив театра поставил такие спектакли, как: «Семетей, сын Манаса» (Ж. Садиков), «Курманжан Датка» (Т. Касымбеков, А. Абдугафуров), «Камчибек» (С. Жетимишев), «Жаннатга йул» — «Путь в рай» (А. Арипов), «Афандининг беш хотини» — «Пять жён Афанди», (И. Садиков), «Шур макон» — «Соляная степь» (М. Гапарова), «Сохибкирон» (1996 г.), «Тайна, унесённая Чингизханом» (2002 г.), «Мирзо Улугбек» (2004 г.), «Песня о Бабуре» (2005 г.), «Слёзы Царицы» (2006 г.), «Упрямые старики» О. Хакимова Архивная копия от 21 августа 2018 на Wayback Machine, «Покойник-озорник» Х. Хурсандова — и это далеко не полный перечень спектаклей, олицетворяющих основу репертуара театра.
В 2002 году по рекомендации выдающегося писателя Чингиза Айтматова в театре поставлена пьеса казахского драматурга Мухтара Шаханова «Тайна, унесённая Чингизханом». Этот спектакль ставил режиссёр Карим Юлдашев. С этим спектаклем творческий коллектив выступил на гастролях по районам Сайрам и Туркестан Чимкентской области Казахстана. Также в эти дни творческий коллектив театра участвовал в праздновании 60-летнего юбилея М. Шаханова.
В июне 2002 года в Оше был проведён международный фестиваль «Мосты взаимопонимания сотрудничества через театральное искусство». На фестивале участвовали Ферганский областной узбекский и русский драмтеатры, Наманганский областной драмтеатр, Стерлитамакский драматический театр, Алайский районный театр, Джалал-Абадский областной драмтеатр, Ходжентский Государственный драматический театр, Жетысайский драмтеатр Казахстана, Ошский киргизский драмтеатр. Ошский узбекский драматический театр занял второе место на фестивале. Нескольким актёрам были вручены дипломы.
В 2003 году в связи со 100-летием знаменитого поэта и писателя Абдулхамида Чулпана поставлена драма «Чулпан» по произведению народного поэта Узбекистана Тулана Низама.
В 2004 году на фестивале театров Кыргызстана театр завоевал первое место и получил диплом «Лучший театр Кыргызстана». Этот конкурс проходит ежегодно и театр получил такие же дипломы в 2006, 2007, 2009 годах.
Учитывая большой вклад в развитие театрального искусства Кыргызской Республики, в 2004 году Ошскому узбекскому музыкально-драматическому театру имени Бабура был присвоен статус «Академического».
В марте 2006 года коллектив театра ездил на гастроли в Турцию. Коллектив выступил в городах Анкара, Стамбул, Анталия, Алания, Бурса. Зрителям показан концерт классических песен и танцев и спектакль «Чулпан» Т. Низама.
В 2006 году решением Министерства культуры и информации Кыргызской Республики театру был присвоен статус «Государственный театр».
В апреле 2007 года по инициативе Министерства культуры Таджикистана был организован Международный фестиваль профессиональных театров. На этом фестивале театр показал спектакль «Слёзы Царицы» по произведению драматурга С. Раева. Творческий коллектив занял второе место.
Также в 2007 году таджикский режиссёр Барзу Абдураззаков в сотрудничестве с творческим коллективом театра поставил пьесу «Муножот» («Исповедь») таджикского драматурга Тимура Зулфикарова.
В 2008 году заслуженный деятель искусств Туркменистана, режиссёр Ходжакули Овлякули поставил в театре спектакль «Лейли и Маджнун» по поэме Алишера Навои.
В 2009 году театр получил приглашение для участия в международном фестивале экспериментальных театров прошедшего в городе Каир (Египет).
С 23 по 28 сентября 2009 года по случаю 90-летия театра были проведены гастроли в Бишкеке. Театр выступал на сцене Государственного академического театра имени Чингиза Айтматова. Столичным зрителям были показаны пять пьес: «Слёзы царицы», «Исповедь», «Лейла и Меджнун», «Старики озорники», «Далёкий путь в Мекку» и концертная программа «Мы из Оша». Зрители тепло встретили концертную программу и постановки творческого коллектива. Театральный коллектив был награждён почётными грамотами министерства культуры Кыргызстана, узбекского национально-культурного центра Кыргызстана, общества дружбы Кыргызстан — Узбекистан, посольства Узбекистана в Кыргызстане.
Впервые среди театров центральноазиатского региона театр практиковал подготовку спектакля на двух языках. Например, в 1974 году народная артистка СССР Даркул Куюкова на сцене театра играла роль на киргизском языке. Это спектакль «Материнское поле» по произведению Чингиза Айтматова.
В конце апреля 2010 года был поставлен спектакль «Киёмат» — «Плаха» по роману Чингиза Айтматова. Специалисты и зрители высоко оценили мастерство артистов. В мае 2010 года был поставлен спектакль драматурга С. Раева «Слёзы Царицы».
В конце 2010 года коллектив театра подготовил спектакль «Тузок» («Ловушка») по пьесе узбекского драматурга Насрулло Кабула.
Далее творческий коллектив театра работал над вновь восстановленными спектаклями — «Далёкий путь в Мекку», «Слёзы Царицы», «Лейли и Маджнун», «Старики-озорники».
В 2012 году осуществили постановку четырёх новых спектаклей: «Царицы змей» по пьесе Инома Турсунова, «Боль болью не лечат» Б. Жакиева, «Разум и Алчность» и «Путешествие в империю Лжи» драматурга А. Абдугафурова.
В феврале 2012 года творческим коллективом театра подготовлены конференция и концерт, посвящённые великим поэтам и государственным деятелям Востока — Алишеру Навои и Захириддину Мухаммеду Бабуру под названием «Назм ва наво» — «Лирика и мелодия». В нём приняли участие творческая интеллигенция, преподаватели вузов и школ города Ош, видные деятели культуры из г. Андижана, Ферганы Республики Узбекистан. Кроме этого, силами артистов театра подготовлена большая концертная программа «Шашмаком», основанная на классической музыке Востока.
Творческая группа участвовала на фестивале фольклорной музыки в городе Стамбуле (Турция), где заняла призовые места. Успешно проведены гастроли творческого коллектива по южным регионам КР. Республиканский фестиваль детских спектаклей в городе Джалал-Абаде также принёс огромную популярность коллективу театра.
На третьем Международном фестивале уличных театров Центрально-Азиатского региона, проходившем в городе Бишкеке с 28 по 31 мая 2012 года, 14 молодых талантливых артистов показали своё искусство и заняли призовые места.
В 2014 году группа деятелей театра приняла участие в мероприятиях деятелей искусств и культуры «Экспо-Азия» проводимого в Южной Корее.
Для развития творческого процесса театра до уровня высокого искусства внесли большой вклад заслуженные деятели искусства Республики Узбекистан — Раззак Хамраев, Кудрат Ходжаев, Асад Исматов, Аббас Бакиров, Жавод Абидов, Тамараханум, Галия Измайлова, народные певцы Журахон Султанов Архивная копия от 7 марта 2018 на Wayback Machine, Маъмуржон Узаков, а также театральные деятели академик Мамажон Рахмонов, Хафиз Абдусаматов, Ташпулат Турсунов, Сотимхон Инамходжаев. Репертуар театра обогащался за счёт произведений драматургов Камила Яшена, Абдуллы Каххара, Иззата Султана, Саида Ахмада, Максуда Шайхзада.
Деятели культуры Узбекистана вносят большой вклад для воспитания и повышения творческой квалификации работников Ошскому узбекскому драматическому театру. 50 % актёров театра окончили Государственный институт искусств Узбекистана. Следует отметить творческую помощь театру деятелей искусства Олимжона Салимова, Хамида Кахрамонова, Тожибоя Исроилова, Карима Юлдашева, Гуломжона Хожикулова, Ёркиной Хотамовой, Дехкона Жалилова и других.
В результате творческого сотрудничества и проведённых занятий мастер классов с Героем Узбекистана, народным поэтом Абдуллой Ариповым, поэтом Казахстана, драматургом Мухтаром Шахановым, заслуженным деятелем искусств Туркменистана Ходжакули Овлякули, деятелями культуры Таджикистана Журабеком Мурадовым, Журабеком Набиевым Архивная копия от 3 сентября 2018 на Wayback Machine, Маликой Каландаровой, режиссёром Барзу Абдураззаковым, Народным артистом Кыргызстана Алмазом Сарлыкбековым на сцене театра были поставлены легендарные спектакли, они украсили репертуар, послужили повышению творческого потенциала и мастерства артистов театра.
За это время выросла целая плеяда талантливых актёров, режиссёров, постановщиков, балетмейстеров: 11 народных, 31 заслуженных артистов, 7 заслуженных деятелей культуры республики, 30 отличников культуры Кыргызстана. Многие награждены орденами и медалями, Почётными грамотами СССР, Узбекской, Киргизской и Таджикской республик, были депутатами республиканского и местных советов. Театр неоднократно становился победителем международных театральных фестивалей в г. Бишкеке, Ташкенте, Андижане, Алма-Ате, Санкт-Петербурге, городах Турции. В данное время в театре заняты творческим трудом 1 народный, 11 заслуженных артистов, 2 заслуженных деятелей культуры КР, 12 отличников культуры КР.
За годы существования коллектив поставил более 600 спектаклей, вновь и вновь обращаясь к самым популярным произведениям узбекской, русской, таджикской, киргизской и мировой классики, а также к современной драматургии народов мира.
29 ноября 2014 года в театре состоялся театрализованный концерт, посвящённый 95 — летнему юбилею одного из старейших театров Центральной Азии. 10-16 февраля 2017 года состоялись творческие гастроли театра в Андижанскую, Наманганскую и Ферганскую области Узбекистана. На заключительном мероприятии состоявшемся в городе Фергана приняли участие заместитель премьер-министр Узбекистана А. Икрамов и заместитель премьер-министр Кыргызстана. При финансовой поддержке правительства Республики Узбекистан был поставлен спектакль по произведению П. Кодирова «Бобур туғёни» («Душевные смятения Бабура») посвящённая Бабуру. На сцене театра английский режиссёр Йулдош Журабоев (уроженец Кыргызстана) подготовил спектакль по пьесе мирового классика Уильяма Шекспира «Ричард III», которую показали на 2-м Международном фестивале «Открытая Центральная Азия» в Лондоне.
В «2018 году в связи с 90-летним юбилеем писателя Чингиза Айтматова по мотивам его произведения Пегий пёс, бегущий краем моря» на сцене театра, режиссёром из Узбекистана Тожибоем Исроиловым был поставлен спектакль «Звезда надежды».
Состоялись гастроли творческого коллектива театра в город Наманган (май 2018 года) и в конце июня 2018 года в город Ташкент. Где на сцене Узбекского национального академического драматического театра был поставлен спектакль «Звезда надежды». 19-21 сентября 2018 года состоялись творческие встречи и гастроли в Оше Ташкентского узбекского национального академического драматического театра. На сцене Ошского театра ими был поставлен спектакль «Алое яблоко» («Қирмизи олма») с участием народной артистки Узбекистана Дилбар Икромовой, заслуженных артистов Узбекистана Фатхуллы Масъудова, Мадины Мухтаровой, Муяссар Бердикуловой.
Театр содействует популяризации узбекской культуры в многонациональном Кыргызстане.
В 2018 году старейший театр Центральной Азии должен был отмечать свой вековой юбилей, но из-за финансовых трудностей юбилейные торжества были отменены.
Правительство Узбекистана выделило 7 миллионов долларов на реконструкцию здания театра. В 2023 году планируется проведение 105 летия театра в отремонтированном здании. В честь юбилея театра руководство страны планирует увековечить память основателя театра Р. Мадазимова.

## Творческие достижения театра
- В 1967 году был награждён почётной грамотой министерства культуры Таджикской ССР.
- 5 июля 1974 года удостоен почётной грамоты Президиума Верховного Совета Узбекской ССР.
- В 1977 году награждён дипломом Министерства культуры СССР, ЦК профсоюзов работников культуры СССР и ЦК профсоюзов работников сельского хозяйства СССР и почётной грамотой Министерства культуры Киргизской ССР.
- По итогам 1-го полугодия 1977 года театр занял почётное второе место в социалистическом соревновании среди союзных театров. Театр был награждён почётной грамотой и дипломом Министерства культуры СССР и ЦК профсоюзов работников культуры СССР.
- В 1978 году по итогам второго Всесоюзного фестиваля театрального искусства и драматургии народов СССР театр был награждён дипломом Министерства культуры СССР, союза писателей СССР и ЦК профсоюзов работников культуры СССР.
- В 1979 году театр занял почётное первое место в социалистическом соревновании среди союзных театров. Театр был награждён почётной грамотой Министерства культуры СССР и ЦК профсоюзов работников культуры СССР.
- В 1990 году занял второе место на международном театральном фестивале «Навруз» в городе Бишкек.
- В 1990 году на фестивале театров Средней Азии театр был удостоен дипломом.
- В 1995 году на международном фестивале «Шарк Тароналари» в городе Самарканде завоевал призовое место.
- В 1996 году на международном фестивале, посвящённого Амиру Темуру коллектив получил Гран-при фестиваля.
- В 1998 году на международном театральном фестивале «Арт-Ордо» в Бишкеке получил второе место и был награждён дипломом.
- В 1999 году на международном фестивале театров Средней Азии в Бишкеке театр занял первое место и был награждён дипломом.
- В 2000 году диплом на фестивале театров Ферганской долины «Андижанская весна».
- В 2002 году второе место и диплом Международного театрального фестиваля «Мосты взаимопонимания через театральное пространство» в городе Ош.
- В 2004 году на фестивале театров Кыргызстана театр завоевал первое место и получил диплом «Лучший театр Кыргызстана». Этот конкурс проходит ежегодно и театр получил такие же дипломы в 2006, 2007, 2009 годах.
- В 2006 году диплом Международного театрального фестиваля «Мосты взаимопонимания через театральное пространство» в г. Бишкек, театр занял призовое место на фестивале. Нескольким актёрам вручены дипломы.
- В апреле 2007 года в Таджикистане на Международном фестивале профессиональных театров творческий коллектив занял второе место.
- 28 сентября 2009 года театральный коллектив был награждён почётными грамотами министерства культуры Кыргызстана, узбекского национально-культурного центра Кыргызстана, общества дружбы Кыргызстан — Узбекистан, посольства Узбекистана в Кыргызстане.
- В 2012 году творческая группа участвовала на фестивале фольклорной музыки в городе Стамбуле (Турция), где заняла призовое место.
- 31 мая 2012 года на третьем Международном фестивале уличных театров Центрально-Азиатского региона в городе Бишкеке, 14 молодых талантливых артистов показали своё искусство и заняли призовые места.
- январь 2014 года по итогам 2013 года театр получил диплом министерства культуры, информации и туризма Кыргызстана «Самое лучшее театрально-зрелищное учреждение года»[35].
- 27 марта 2014 года за постановку спектакля Т. Зулфикарова «Исповедь» — в номинации «За оригинальность образного решения», театр был награждён Национальной театральной премией киргизского сценического искусства «Эргүү» (Вдохновение) министерства культуры, информации и туризма Кыргызстана, Союза театральных деятелей[36].
- 27 марта 2014 года Союзом театральных деятелей КР были присвоены актёру Ильхому Ахмаду премия имени Болота Бейшеналиева, артистке Хаётхон Мадрахимовой премия имени Бакен Кыдыкеевой.
- 27 марта 2015 года за постановку спектакля К.Гольдони «Слуга двух господ» — за укрепление традиций, театр был награждён Национальной театральной премией киргизского сценического искусства «Эргүү» (Вдохновение) министерства культуры, информации и туризма Кыргызстана, Союза театральных деятелей и общественного фонда «Айтыш»[37].
- 15 июня 2017 года за постановку спектакля Жалила Садикова «Манас Великодушный» театр был удостоен Гран-при 9-го республиканского театрального фестиваля, посвящённого 85-летию писателя Жалила Садыкова, прошедшего в Бишкеке[38]
- 19 ноября 2017 года за постановку спектакля Уильяма Шекспира «Ричард III» победитель конкурса театрального искусства Фестиваль «Открытая Центральная Азия».

## Память артистов театра
Решениями местных властей были увековечены память основателей театра путём присвоения их имён улицам Ошской области.
- В честь одного из основателей театра Уринбоя Рахмонова были названы три улицы с прилегающими переулками на новостройках участка Беш-Капа села Кызыл-Кыштак Кара-Суйского района Ошской области[39].
- В честь Журахона Зайнобиддинова была названа одна из центральных улиц города Ош, которая впоследствии (в 2013 году) была переименована[40].
- В городе Ош в честь народных артистов Кыргызстана Розияхон Муминовой, Нематжона Нематова и Лайлихон Моидовой были названы улицы.
- В 1977 году после смерти заслуженного артиста республики Журахона Рахмонова руководство Ошского горисполкома и управление культуры Ошского области выходило с инициативой переименования улицы Алебастрова города Ош в честь Журахона Рахмонова, где он родился и всю жизнь проживал[41][42][43].

## Основатели театра
- Рахмонберди Мадазимов (с 1914 года)
- Балтыходжа Султанов
- Бекназар Назаров
- Иброхим Мусабоев (в некоторых источниках Иброхим Мадазимов)
- Журахон Зайнобиддинов
- Назирхон Камолов[44][45][46]
- Абдурашид Эшонхонов[47]
- А. Саидов
- Уринбой Рахмонов (с 1927 года)
- Журахон Рахмонов

### Народные артисты Киргизской ССР
- Абдулла тарок Файзуллаев (1940 год)[48][49]
- Розияхон Муминова (1940 год)[50][51][52]
- Тожихон Хасанова (1940 год)[53][54][55]
- Лайлихон Моидова (1953 год)[56][57]
- Турсунхон Солиева (1974 год)[58][59]
- Нематжон Нематов (1979 год)[60]
- Толибжон Бадинов (1988 год)[61][62]
- Ойтожихон Шобдонова (1988 год)[63]
- Шавкат Дадажонов (1999 год)[64]
- Абдурасулжон (Расул) Ураимжонов (31 октября 2011 год)[65]

### Народные артисты Узбекисской ССР
- Абдулла тарок Файзуллаев (1943 год)[66]
- Кифоят Муслимова[67][68][69]
- Ёркиной Хотамова

### Заслуженные артисты Узбекисской ССР
- Рахмонов, Журахон Рахмонбердиевич (5 июля 1974 год)
- Шавкат Дадажонов (5 июля 1974 год)

### Заслуженные артисты Киргизской ССР
- Саримсок Каримов
- Тупахон Нурбоева
- Шаробиддин Тухтасинов
- Хошимжон Хасанов
- Кодиржон Хамидов
- Ганижон Бутаев
- Бозорбой Юлдашев
- Мавлонжон Курбонов
- Ёркиной Хотамова (1967 год)
- Минура Расулжонова
- Мастурахон Усмонова
- Жамила Бутабоева (1988 год)[70]
- Рисолатхон Урунова
- Нигорой Расулжонова (1990 год)
- Умаржон Мамиров (1990 год)
- Режаббой Тожибоев (1990 год)[71]
- Махмуджон Рахматов (1990 год)[72]
- Матлюба Мавлонова (1995 год)
- Зиёйдин Жалолов (1999 год)
- Алла Аскарова (2000 год)[73]
- Мавлюда Абдужабборова (2001 год)
- Хамидулло Матхоликов (2003 год)[74][75]
- Дилором Соипова (2004)[76][77]
- Самида Холматова (2008 год)[78]
- Хаётхон Мадрахимова (08.2019)[79]

### Заслуженныедеятели культурыКыргызстана
- Таврис Мутыкович Сафаров
- Фаина Анатольевна Литвинская[80]
- Салохиддин Умаров (1990)
- Зокиржон Шокиров (1990)[81]
- Ганижон Холматов[82]
- Набижон Мамажонов (5.06.2017)[83]

### Отличники культуры Кыргызстана
- Нуржахон Гапирова[84]
- Олимжон Комилов[85]
- Зиёйдин Камолов
- Дилшод Курчиев
- Ойбек Юлдашев
- Бахтиёр Хурбоев[86]
- Дилшод Азимов[87]
- Хаётхон Мадрахимова[88]
- Одина Аббосова (2014)[89]
- Маъмура Аскарова (2014)
- Бахтиёрхон Хайитмухамадова (2017)[90]
- Илхом Ахмад (Маматохунов)[91]
- Ёкутой Шаропова[92]
- Ойбек Юлдашев

| Год  | Название                                         | Оригинальное название узб. {{{1}}} | Автор                                                                       |
| ---- | ------------------------------------------------ | ---------------------------------- | --------------------------------------------------------------------------- |
| 1919 | Отцеубийца                                       | Падаркуш                           | М. Бехбудий                                                                 |
| 1919 | Лекарь из Туркестана                             | Туркистонлик табиб                 | Маннон Уйгур                                                                |
| 1920 | Отравленная жизнь                                | Заҳарли ҳаёт                       | Хамза                                                                       |
| 1921 | Сирота                                           | Етим                               | Гулом Зафарий                                                               |
| 1922 | Наказание клеветников                            | Туҳматчилар жазоси                 | Хамза                                                                       |
| 1923 | Лолахон                                          | Лолахон                            | Камиль Яшен                                                                 |
| 1924 | Рапорт с юга                                     | Жанубдан рапорт                    | Махмуд Рахмон                                                               |
| 1925 | Гулсара                                          | Гулсара                            | К. Яшен и М. Музаффаров                                                     |
| 1926 | Два коммуниста                                   | Икки коммунист                     | К. Яшен                                                                     |
| 1927 | Друзья                                           | Ўртоқлар                           | К. Яшен                                                                     |
| 1928 | Внутри                                           | Ичкарида                           | К. Яшен                                                                     |
| 1929 | Халима                                           | Ҳалима                             | Гулом Зафарий                                                               |
| 1929 | Ажи-ажи                                          | Ажи-ажи                            | К. Яшен                                                                     |
| 1930 | Истории на хлопковом поле                        | Пахта шумғиялари                   | Умаржон Исмоилов                                                            |
| 1931 | Женитьба                                         | Уйланиш                            | Н. В. Гоголь                                                                |
| 1932 | Переводчик                                       | Тилмоч                             | Маннон Уйгур                                                                |
| 1933 | Аршин мал алан                                   | Аршин мол олон                     | Гаджибеков                                                                  |
| 1934 | Ревизор                                          | Ревизор                            | Н. В. Гоголь                                                                |
| 1935 | История заговорила                               | Тарих тилга кирди                  | Назир Сафаров, Зиё Саид                                                     |
| 1935 | Сожжём                                           | Ёндирамиз                          | К. Яшен                                                                     |
| 1936 | Вместо смерти                                    | Ўлим ўрнига                        | Ж. Турусбеков                                                               |
| 1936 | Любовь Яровая                                    | Любов Яровая                       | К. Тренёв                                                                   |
| 1936 | Комсомольский взвод                              | Комсомол взводи                    | Тожизода                                                                    |
| 1937 | Обман и любовь                                   | Макр ва муҳаббат                   | Шиллер                                                                      |
| 1937 | Фархад и Ширин                                   | Фарҳод ва Ширин                    | Ш. Хуршид                                                                   |
| 1938 | Слуга двух господ                                | Икки хўжайинга бир қул             | К. Гольдони                                                                 |
| 1938 | Сабля Узбекистана                                | Ўзбекистон қиличи                  | Сабир Абдулла                                                               |
| 1939 | Пограничники                                     | Чегарачилар                        | Билль-Белоцерковский                                                        |
| 1939 | Бай и батрак                                     | Бой ила хизматчи                   | Хамза                                                                       |
| 1939 | Тахир и Зухра                                    | Тоҳир ва Зуҳра                     | Сабир Абдулла                                                               |
| 1940 | Холисхон                                         | Холисхон                           | Хамза                                                                       |
| 1940 | Буран                                            | Бўрон                              | К. Яшен                                                                     |
| 1941 | Гулсара                                          | Гулсара                            | К. Яшен и М. Мухамедов Архивная копия от 26 августа 2018 на Wayback Machine |
| 1941 | Лейла и Маджнун                                  | Лайли ва Мажнун                    | Хуршид                                                                      |
| 1941 | Курбан Умаров                                    | Қурбон Умаров                      | Сабир Абдулла                                                               |
| 1942 | Меч Узбекистана                                  | Ўзбекистон қиличи                  | Сабир Абдулла, Уйгун                                                        |
| 1942 | Смерть захватчикам!                              | Ўлим босқинчиларга!                | К. Яшен                                                                     |
| 1942 | Проделки Майсары                                 | Майсаранинг иши                    | Хамза                                                                       |
| 1942 | Фронт                                            | Фронт                              | Корнейчук                                                                   |
| 1943 | Даврон ата                                       | Даврон ота                         | Сабир Абдулла                                                               |
| 1943 | Зафар                                            | Зафар                              | Умаржон Исмоилов                                                            |
| 1944 | Нурхон                                           | Нурхон                             | К. Яшен                                                                     |
| 1944 | Невеста за 5 сом                                 | Беш сўмлик келин                   | М. Ордубади                                                                 |
| 1945 | Песня жизни                                      | Ҳаёт қўшиғи                        | Уйгун                                                                       |
| 1946 | Честь женщины                                    | Аёл номуси                         | Мухтаров                                                                    |
| 1947 | Весна                                            | Навбаҳор                           | Уйгун                                                                       |
| 1947 | Фархад и Ширин                                   | Фарҳод ва Ширин                    | Хуршид                                                                      |
| 1948 | Красный галстук                                  | Қизил галстук                      | К. Тренёв                                                                   |
| 1948 | Песня жизни                                      | Ҳаёт қўшиғи                        | Уйгун                                                                       |
| 1948 | Алтынкуль                                        | Олтинкўл                           | Уйгун                                                                       |
| 1949 | Лепестки                                         | Ғунчалар                           | З. Фатхуллин                                                                |
| 1949 | Семург                                           | Семурғ                             | Хамид Алимджан                                                              |
| 1950 | Адолат                                           | Адолат                             | Исмоил Акрам                                                                |
| 1950 | Алпамыш                                          | Алпомиш                            | Сабир Абдулла                                                               |
| 1951 | Токтогул                                         | Тўқтағул                           | Ж. Боконбаев                                                                |
| 1951 | Лейли и Меджнун                                  | Лайли ва Мажнун                    | Хуршид                                                                      |
| 1952 | Ёрилтош                                          | Ёрилтош                            | Шукур Саъдулла                                                              |
| 1952 | Радость                                          | Шодлик                             | Махмуд Рахмон                                                               |
| 1952 | Шёлковое сюзане                                  | Шоҳи сўзана                        | Абдулла Каххар                                                              |
| 1953 | Алишер Навои                                     | Алишер Навоий                      | Иззат Султан                                                                |
| 1953 | Наталка Полтавка                                 | Наталка Полтавка                   | Н. Лысенко                                                                  |
| 1953 | Нурхон                                           | Нурхон                             | К. Яшен                                                                     |
| 1954 | Праздник на поле                                 | Далада байрам                      | Шукур Саъдулла                                                              |
| 1954 | Сердечные секреты                                | Юрак сирлари                       | Бахром Рахмонов                                                             |
| 1955 | Офтобхон                                         | Офтобхон                           | К. Яшен                                                                     |
| 1955 | Девушка реки Ганг                                | Ганг дарёсининг қизи               | Рабиндранат Тагор                                                           |
| 1956 | Равшан и Зулхумор                                | Равшан ва Зулҳумор                 | К. Яшен                                                                     |
| 1956 | Любовь к Родине                                  | Ватан ишқи                         | З. Фатхуллин                                                                |
| 1956 | Сундук секретов                                  | Сирли сандиқ                       | И. Ахмедов                                                                  |
| 1957 | Алпамыш                                          | Алпомиш                            | Сабир Абдулла                                                               |
| 1957 | Юлдуз                                            | Юлдуз                              | Самад Вургун                                                                |
| 1958 | Ойгул и Бахтияр                                  | Ойгул ва Бахтиёр                   | Хамид Алимджан                                                              |
| 1958 | Именем революции                                 | Революция номи билан               | М. Шатров                                                                   |
| 1959 | Орзигул                                          | Орзигул                            | Турсун Собиров                                                              |
| 1959 | Ашик Гариб и Шахсанам                            | Ошиқ Ғариб ва Шоҳсанам             | Ахмад Бобожон                                                               |
| 1959 | Тайфун                                           | Тайфун                             | Ахмад Бобожон                                                               |
| 1959 | Секреты паранджи                                 | Паранжи сирлари                    | Хамза                                                                       |
| 1960 | На высокой земле                                 | Баланд ерда                        | Кубанычбек Маликов                                                          |
| 1960 | Ташбалта влюблён                                 | Тошболта ошиқ                      | Хамид Гулям                                                                 |
| 1960 | Принцесса Турандот                               | Малика Турандот                    | Карло Гоцци                                                                 |
| 1961 | Если твоя голова кривая                          | Башаранг қийшиқ бўлса              | Рихси Орифжонов                                                             |
| 1961 | Дилором                                          | Дилором                            | К. Яшен                                                                     |
| 1962 | Два браслета                                     | Икки билакузук                     | Шукур Саъдулла                                                              |
| 1962 | Судьба отца                                      | Отанинг тақдири                    | Бексултан Жакиев                                                            |
| 1963 | Дитя                                             | Фарзанд                            | Мухаммаджон Хайруллаев                                                      |
| 1963 | Голос из гроба                                   | Тобутдан товуш                     | Абдулла Каххар                                                              |
| 1963 | Мели хоббон, Наби товон                          | Мели ҳаббону Наби товон            | Яхёхон Маматхонов                                                           |
| 1964 | Трагедия поэмы                                   | Ғазал фожиаси                      | Ахмад Бобожон                                                               |
| 1964 | Дорогие девушки                                  | Жон қизлар                         | Байсеитов, Шангитбоев                                                       |
| 1964 | Отелло                                           | Отелло                             | У. Шекспир                                                                  |
| 1964 | Чертова девушка                                  | Шайтон қиз                         | Касымали Джантошев                                                          |
| 1964 | Нимми                                            | Нимми                              | Прем Чанд                                                                   |
| 1965 | Гули сиёх                                        | Гули сиёҳ                          | Сахиб Жамал                                                                 |
| 1965 | Любовь в молодости                               | Ёшликда берган кўнгил              | З. Фатхуллин                                                                |
| 1965 | Горный беркут                                    | Тоғ бургути                        | Касымали Джантошев                                                          |
| 1965 | Полёт беркута                                    | Бургутнинг парвози                 | Иззат Султан                                                                |
| 1966 | Неизвестный человек                              | Номаълум киши                      | Иззат Султан                                                                |
| 1966 | Гул и Навруз                                     | Гул ва Наврўз                      | Сабир Абдулла                                                               |
| 1966 | Материнское поле                                 | Момо ер                            | Чингиз Айтматов                                                             |
| 1966 | Парвона                                          | Парвона                            | Уйгун                                                                       |
| 1967 | Дилором                                          | Дилором                            | Алишер Навои                                                                |
| 1967 | Абдулла Набиев                                   | Абдулла Набиев                     | Адхам Рахмат Архивная копия от 3 сентября 2018 на Wayback Machine           |
| 1967 | Сваты                                            | Қудалар                            | Уткир Рашид                                                                 |
| 1967 | Девушка с усами                                  | Мўйловли қиз                       | Касымали Джантошев                                                          |
| 1968 | Скорпион из алтаря                               | Меҳробдан чаён                     | Абдулла Кадыри                                                              |
| 1968 | Стряпуха замужем                                 | Пазанда куёвга чиқди               | Анатолий Софронов                                                           |
| 1968 | Новая невеста                                    | Янги келин                         | Мирзабек Тойбаев                                                            |
| 1968 | Меж двух огней                                   | Икки ўт орасида                    | Бекниёзов, Исмаилов                                                         |
| 1968 | Сожаление                                        | Пушаймон                           | Абдугани Абдугафуров                                                        |
| 1969 | Женитьба                                         | Уйланиш                            | Н. В. Гоголь                                                                |
| 1969 | Странные вещи                                    | Ажаб савдолар                      | Хамид Гулям                                                                 |
| 1969 | Могучая волна                                    | Қудратли тўлқин                    | Шараф Рашидов                                                               |
| 1969 | Когда заря взойдёт над Ферганой                  | Фарғонада тонг отгунча             | Мирзакалон Исмоилий                                                         |
| 1970 | Кто смеётся последним                            | Йиқилган тойганга кулар            | Т. Абдумомунов                                                              |
| 1970 | Невеста за 5 сом                                 | Беш сўмлик келин                   | М. Ордубади                                                                 |
| 1970 | Дешёвый жених                                    | Арзон куёв                         | Шухрат                                                                      |
| 1970 | Требуется лжец                                   | Ёлғончи даркор                     | Димитрас Псафас                                                             |
| 1971 | Приключения Чанду                                | Чандунинг саргузаштлари            | А. Д. Иловайский                                                            |
| 1971 | Обман по шариату                                 | Ҳийлаи шаръий                      | Гунтекин                                                                    |
| 1971 | Рустам                                           | Рустам                             | Умаржон Исмаилов                                                            |
| 1971 | Перед рассветом                                  | Тонг олдидан                       | Суорун Омоллоон                                                             |
| 1972 | Чертовое поколение                               | Шайтон авлод                       | Мухтаров                                                                    |
| 1972 | Девушка Атабека                                  | Отабекнинг қизи                    | Токтоболот Абдумомунов                                                      |
| 1972 | Зло от аппетита                                  | Балойи нафс                        | А. Абдугафуров                                                              |
| 1973 | Начало жизни                                     | Ҳаётнинг бошланиши                 | Абдукаххор Маннонов                                                         |
| 1973 | Гроза                                            | Момақалдироқ                       | Александр Островский                                                        |
| 1973 | Ташбалта влюблён                                 | Тошболта ошиқ                      | Хамид Гулям                                                                 |
| 1973 | Горная красавица                                 | Тоғ гўзали                         | Саидмуродов                                                                 |
| 1974 | Куйдирмаган кундош                               | Куйдирмаган кундош                 | А. Абдугафуров                                                              |
| 1974 | Красавица                                        | Соҳибжамол                         | Жура Махмудов                                                               |
| 1974 | Аширбой                                          | Аширбой                            | Аалы Токомбаев                                                              |
| 1974 | Преступление без наказания                       | Жазосиз жиноят                     | Рихси Орифжонов                                                             |
| 1974 | Бунт невесток                                    | Келинлар қўзғолони                 | Саид Ахмад                                                                  |
| 1975 | Орзигул                                          | Орзигул                            | Турсун Собиров                                                              |
| 1975 | Ревизор                                          | Ревизор                            | Н. В. Гоголь                                                                |
| 1975 | Человек издалека                                 | Узоқдаги одам                      | Умарахунов                                                                  |
| 1975 | Старики с молодыми душами                        | Кўнгли ёш қариялар                 | Хутаев                                                                      |
| 1975 | Адолат                                           | Адолат                             | Исмаил Акрам                                                                |
| 1976 | Рука друга                                       | Дўстим қўли                        | Мехрибон Назаров                                                            |
| 1976 | Никому не говори                                 | Ҳеч кимга айтма                    | Т. Абдумомунов                                                              |
| 1976 | Шутник Али                                       | Масхарабоз Али                     | Бабаханов                                                                   |
| 1976 | Сундук секретов                                  | Сирли сандиқ                       | Ахмедов                                                                     |
| 1977 | Переполох перед свадьбой                         | Тўй олдидан тўполон                | Папаян                                                                      |
| 1977 | Уркуя                                            | Урқуя                              | Насридин Байтемиров                                                         |
| 1977 | Наследство отцов                                 | Оталар мероси                      | А. Абдугафуров                                                              |
| 1977 | Жалость к животному                              | Армонли жонивор                    | Аалы Токомбаев                                                              |
| 1978 | Легендарная личность                             | Афсонавий шахс                     | Сахиб Джамал                                                                |
| 1978 | Разбойник и гончар                               | Қароқчи билан кулол                | Мехмон Бахти Архивная копия от 3 сентября 2018 на Wayback Machine           |
| 1978 | Семург                                           | Семурғ                             | Зульфия                                                                     |
| 1978 | Святой город                                     | Муқаддас шаҳар                     | А. Н. Арбузов                                                               |
| 1978 | Любовь к Родине                                  | Ватан ишқи                         | З. Фатхуллин                                                                |
| 1979 | Старый холостяк                                  | Қари бўйдоқ                        | Мирзабек Тойбаев                                                            |
| 1979 | Гул и Навруз                                     | Гул ва Наврўз                      | Сабир Абдулла                                                               |
| 1979 | Васса Железнова                                  | Васса Железнова                    | Максим Горький                                                              |
| 1979 | Весна                                            | Баҳор                              | М. Тахмасиб                                                                 |
| 1979 | Бунт невесток                                    | Келинлар қўзғолони                 | Саид Ахмад                                                                  |
| 1980 | Два браслета                                     | Икки билакузук                     | Шукур Саъдулла                                                              |
| 1980 | Гипноз-2                                         | Гипноз-2                           | А. Абдугафуров                                                              |
| 1980 | Неркес                                           | Неркес                             | Берди Кербабаев                                                             |
| 1980 | Мещанин во дворянстве                            | Сохта оқсуяк                       | Мольер                                                                      |
| 1981 | Белый жеребец                                    | Оқ тулпор                          | Шатман Садыбакасов                                                          |
| 1981 | Посмертный долг                                  | Қиёмат қарз                        | Улмас Умарбеков                                                             |
| 1981 | Дорога в Чаткал                                  | Чотқолга йўл                       | Максим Каримов                                                              |
| 1981 | Дешёвый зять                                     | Арзон куёв                         | Шухрат                                                                      |
| 1982 | Приглашаем на свадьбу                            | Тўйлар муборак                     | Уткир Хашимов                                                               |
| 1982 | Медея                                            | Медея                              | Эврипид                                                                     |
| 1982 | Омар Хайям                                       | Умар Хайём                         | Гунтекин                                                                    |
| 1982 | Не зная наступил колючку                         | Билмайин босдим тиконни            | Иззат Султан                                                                |
| 1983 | Изобретательный Талмас                           | Топқир Толмас                      | А. Абдугафуров                                                              |
| 1983 | Кровавый мираж                                   | Қонли сароб                        | Сарвар Азимов                                                               |
| 1983 | Тахир и Зухра                                    | Тоҳир ва Зуҳра                     | Сабир Абдулла                                                               |
| 1983 | Первый учитель                                   | Биринчи ўқитувчи                   | Чингиз Айтматов                                                             |
| 1983 | В ночь лунного затмения                          | Ой тутилган кунда                  | Мустай Карим                                                                |
| 1984 | Конец традиций                                   | Одат ҳалокати                      | Мехрибон Назаров                                                            |
| 1984 | Дорогие девушки                                  | Жон қизлар                         | Байсеитов, Шангитбаев                                                       |
| 1985 | Похождения Насреддина                            | Хўжа Насриддин                     | В. Виткович                                                                 |
| 1985 | Путешествие в мир тайн                           | Сирлар дунёсига саёҳат             | Умаржон Алимжанов                                                           |
| 1985 | Зебунисо                                         | Зебунисо                           | Уйгун                                                                       |
| 1985 | Мещанин во дворянстве                            | Сохта оқсуяк                       | Мольер                                                                      |
| 1985 | Наследство                                       | Мерос                              | А. Абдугафуров                                                              |
| 1986 | Если не я, то кто?                               | Мен бўлмасам ким?                  | А. Абдугафуров                                                              |
| 1986 | Полёт                                            | Парвоз                             | Уйгун                                                                       |
| 1986 | Проделки Майсары                                 | Майсаранинг иши                    | Хамза                                                                       |
| 1987 | Кровавый мираж                                   | Қонли сароб                        | Сарвар Азимов                                                               |
| 1987 | Конфета дружбы                                   | Дўстлик конфети                    | Умаржон Алимжанов                                                           |
| 1987 | Семетей сын Манаса                               | Манаснинг ўғли Семетей             | Жалил Садиков                                                               |
| 1987 | Весна двадцать первого                           | 21-йил баҳори                      | Штейн                                                                       |
| 1988 | Врата судьбы                                     | Тақдир эшиги                       | Шараф Башбеков                                                              |
| 1989 | Прекрасная принцесса Ташкента                    | Тошкентнинг нозанин маликаси       | Хайдар Мухаммад                                                             |
| 1989 | Зять                                             | Куёв                               | Саид Ахмад                                                                  |
| 1989 | Ёрилтош                                          | Ёрилтош                            | Шукур Саъдулла                                                              |
| 1989 | Адолат                                           | Адолат                             | Исмаил Акрам                                                                |
| 1990 | Враг народа                                      | Халқ душмани                       | А. Абдугафуров                                                              |
| 1990 | Согдиана                                         | Суғдиёна                           | Умаржон Алимжанов                                                           |
| 1990 | Равшан и Зулхумор                                | Равшан ва Зулхумор                 | К. Яшен                                                                     |
| 1991 | Упрямый зять                                     | Қайсар куёв                        | Мехмон Бахти Архивная копия от 3 сентября 2018 на Wayback Machine           |
| 1991 | Курманжан Датка                                  | Қурвонжон Додхо                    | А. Абдугафуров                                                              |
| 1992 | 5 жён Афанди                                     | Афандининг беш хотини              | Иброхим Содиков                                                             |
| 1992 | Соляная степь                                    | Шўр макон                          | Мурза Гапаров                                                               |
| 1992 | Нодира                                           | Нодира                             | Хошимжон Раззоков                                                           |
| 1993 | Путь в рай                                       | Жаннатга йўл                       | Абдулла Орипов                                                              |
| 1993 | Кто смеётся последним                            | Йиқилган тойга кулар               | Токтоболот Абдумомунов                                                      |
| 1993 | Таинственный колос                               | Сирли бошоқ                        | Равшан Ёриев                                                                |
| 1993 | Когда земля горит                                | Ер ёнганда                         | Улмас Умарбеков                                                             |
| 1994 | Современные зятья                                | Замонавий куёвлар                  | Камилжан Нишанов                                                            |
| 1994 | Хасан-Хусан разборщики                           | Ҳасан-Ҳусан разборчилар            | Умаржон Алимжанов                                                           |
| 1995 | Ташбалта влюблён                                 | Тошболта ошиқ                      | Хамид Гулям                                                                 |
| 1995 | Семетей сын Манаса                               | Манаснинг ўғли Семетей             | Жалил Садиков                                                               |
| 1995 | Могучая волна                                    | Қудратли тўлқин                    | Шараф Рашидов                                                               |
| 1996 | Сохибкирон (Венценосец)                          | Соҳибқирон                         | Абдулла Орипов                                                              |
| 1996 | Хочу умереть, нужен спонсор                      | Ўлмоқчиман, ҳомий керак            | Мурза Гапаров                                                               |
| 1996 | Семург                                           | Семурғ                             | Зульфия                                                                     |
| 1997 | Чулпан                                           | Чўлпон                             | Тулан Низам                                                                 |
| 1998 | Когда выйдет получше                             | Зўрдан зўр чиқса                   | Шараф Башбеков                                                              |
| 1998 | Камчибек                                         | Қамчибек                           | Суранчи Жетимишев                                                           |
| 1998 | Золотой кувшин                                   | Олтин кўза                         | Эркин Байназаров                                                            |
| 1999 | Процентщик Ланкабай                              | Процентчи Ланкабой                 | А. Абдугафуров                                                              |
| 1999 | Макбет                                           | Макбет                             | У.Шекспир                                                                   |
| 2000 | Песня о Бабуре                                   | Бобур ҳақида қўшиқ                 | Жалил Садиков                                                               |
| 2001 | Ёрилтош                                          | Ёрилтош                            | Шукур Саъдулла                                                              |
| 2001 | Одолжи супруга                                   | Эрингни бериб тур                  | Сайлавбай Джумагулов                                                        |
| 2002 | Тайна, унесённая Чингизханом                     | Чингизхон олиб кетган сир          | Мухтар Шаханов                                                              |
| 2002 | Жизнь                                            | Оби ҳаёт                           | Джамал Акматалиев                                                           |
| 2003 | Когда выйдет получше                             | Зўрдан зўр чиқса                   | Шараф Башбеков                                                              |
| 2003 | Чулпан                                           | Чўлпон                             | Тулан Низам                                                                 |
| 2004 | Соляная степь                                    | Шўр макон                          | Мурза Гапаров                                                               |
| 2004 | «Любовь Улугбека»                                | Улуғбек муҳаббати                  | Максуд Шайхзада                                                             |
| 2005 | Песня о Бабуре                                   | Бобур ҳақида қўшиқ                 | Жалил Садиков                                                               |
| 2005 | Золотая девушка                                  | Олтин қиз                          | Хайитмат Расул                                                              |
| 2006 | Слёзы царицы                                     | Маликанинг кўз ёши                 | Султан Раев                                                                 |
| 2006 | Эгривой и Тўгривой                               | Эгривой ва Тўғривой                | Айбек Юлдашев                                                               |
| 2007 | Лес чудес                                        | Ғаройиботлар ўрмони                | Иномжон Турсунов                                                            |
| 2007 | Исповедь                                         | Муножот                            | Тимур Зулфикаров                                                            |
| 2008 | Лейла и Меджнун                                  | Лайли ва Мажнун                    | Хуршид                                                                      |
| 2008 | Друзья петушатники                               | Хўрозбоз жўралар                   | Эркин Байназаров                                                            |
| 2008 | Вечные судороги                                  | Мангу талваса                      | У. Шекспир, А. С. Пушкин                                                    |
| 2009 | Далёкий путь в Мекку                             | Макка сари олис йўл                | Султан Раев                                                                 |
| 2009 | Старики озорники                                 | Бу чоллар ёмон чоллар              | Охунжон Хакимов Архивная копия от 21 августа 2018 на Wayback Machine        |
| 2009 | Неблагодарные                                    | Ношукурлар                         | Насрулла Кабул                                                              |
| 2009 | Волшебный мешок                                  | Сеҳрли қоп                         | Олимжон Салимов                                                             |
| 2010 | Плаха                                            | Қиёмат                             | Чингиз Айтматов                                                             |
| 2010 | Слёзы царицы                                     | Маликанинг кўз ёши                 | Султан Раев                                                                 |
| 2010 | Ловушка                                          | Фитна                              | Насрулла Кабул                                                              |
| 2010 | Жаркынай                                         | Ёрқинойим                          | Кайрат Иманалиев                                                            |
| 2011 | Далёкий путь в Мекку                             | Макка сари олис йўл                | Султан Раев                                                                 |
| 2011 | Слёзы царицы                                     | Маликанинг кўз ёши                 | Султан Раев                                                                 |
| 2011 | Лейла и Меджнун                                  | Лайли ва Мажнун                    | Хуршид                                                                      |
| 2011 | Старики озорники                                 | Бу чоллар ёмон чоллар              | Охунжон Хакимов Архивная копия от 21 августа 2018 на Wayback Machine        |
| 2012 | Царица змей                                      | Илонлар маликаси                   | Ином Турсунов                                                               |
| 2012 | Боль болью не лечат                              | Қалбга озор етмасин                | Б. Жакиев                                                                   |
| 2012 | Разум и Алчность                                 | Ақл ва Очкўзлик                    | А. Абдугафуров                                                              |
| 2012 | Путешествие в империю Лжи                        | Ёлғон империясига саёҳат           | А. Абдугафуров                                                              |
| 2013 | Слёзы царицы                                     | Маликанинг кўз ёши                 | Султан Раев                                                                 |
| 2013 | Далёкий путь в Мекку                             | Макка сари олис йўл                | Султан Раев                                                                 |
| 2013 | Лейла и Меджнун                                  | Лайли ва Мажнун                    | Хуршид                                                                      |
| 2013 | Боль болью не лечат                              | Қалбга озор етмасин                | Б. Жакиев                                                                   |
| 2013 | Исповедь                                         | Муножот                            | Тимур Зулфикаров                                                            |
| 2014 | Семетей сын Манаса                               | Манаснинг ўғли Семетей             | Жалил Садиков                                                               |
| 2014 | Слуга двух господ                                | Икки хўжайинга бир қул             | К. Гольдони                                                                 |
| 2014 | Плаха (Плач волчицы)                             | Қиёмат                             | Чингиз Айтматов                                                             |
| 2014 | Часы времени                                     | Вақт соати                         |                                                                             |
| 2014 | Прости меня                                      | Кечир мени                         | Гуласал Алиева                                                              |
| 2015 | Барсбек каган                                    | Барсбек хоқон                      | Султан Раев                                                                 |
| 2015 | 5 жён Афанди                                     | Афандининг беш хотини              | Иброхим Содиков                                                             |
| 2015 | Боль болью не лечат                              | Қалбга озор етмасин                | Б. Жакиев                                                                   |
| 2015 | Шесть жён на одного вдовца                       | Бир бевага олти хотин              |                                                                             |
| 2015 | Маугли                                           | Маугли                             | Д. Р. Киплинг                                                               |
| 2016 | Барсбек                                          | Барсбек                            | Султан Раев                                                                 |
| 2016 | Сердце матери                                    | Она юраги                          | М. Камилжанов                                                               |
| 2016 | Шесть жён на одного вдовца                       | Бир бевага олти хотин              |                                                                             |
| 2016 | Манас Великодушный                               | Саҳоватли Манас                    | Жалил Садиков                                                               |
| 2017 | Душевные смятения Бабура                         | Бобур туғёни                       | П. Кодиров                                                                  |
| 2017 | Тайны зеркала                                    | Кўзгу сири                         | Р. Отарбаев                                                                 |
| 2017 | Ричард III                                       | Ричард III                         | Уильям Шекспир                                                              |
| 2017 | Зумрад и Киммат                                  | Зумрад ва Қиммат                   | Узбекская народная сказка                                                   |
| 2018 | «Звезда надежды» (Пегий пёс, бегущий краем моря) | Умид юлдузи                        | Чингиз Айтматов                                                             |
| 2018 | Небеса полны милосердия                          | Осмоннинг бағри кенг               | Сирожиддин Салохиддинов                                                     |
| 2018 | Дураки                                           | Жиннилар                           | Иранская народная сказка                                                    |
| 2019 | Король Лир                                       | Қирол Лир                          | Уильям Шекспир                                                              |
| 2019 | Приключения Байбек батыра                        | Бойбек ботирнинг саргузаштлари     | Элмурод Жусубалиев                                                          |
| 2020 | Корона                                           | Тож                                | Султан Раев                                                                 |
| 2020 | К старухе пришла сваха                           | Кампирга совчи келди               | Мукаддас Мамадалиева                                                        |
| 2020 | Крик аистов                                      | Лайлаклар ноласи                   | Султан Раев                                                                 |
| 2020 | Последняя жертва войны                           | Урушнинг сўнгги қурбони            | Уткир Хашимов                                                               |
| 2020 | Приключения Буратино                             | Буратино саргузаштлари             | Алексей Толстой                                                             |
| 2021 | Коркут                                           | Қўрқут                             | Кайрат Иманалиев                                                            |
| 2021 | Надежда                                          | Умид                               | Кайрат Иманалиев                                                            |
| 2021 | Тоска по Бабуру                                  | Бобур соғинчи                      | Хуршид Даврон                                                               |
| 2021 | Последняя жертва войны                           | Урушнинг сўнгги қурбони            | Уткир Хашимов                                                               |
| 2022 | Самар Бону                                       | Самар Бону                         | Сохибахон Хошимова                                                          |
| 2022 | Немая невеста                                    | Соқов келин                        | Рихсивой Муҳаммаджонов                                                      |
| 2022 | Буратино и Джек Воробей                          | Буратино ва Жек Воробей            | Эркин Бойназаров                                                            |
| 2023 | Аттила                                           | Аттила                             | Юнус Огуз                                                                   |
| 2023 | Поменяю своё сердце                              | Юрагимни алмаштираман              | Халима Ахмедова                                                             |
| 2023 | Напрасная клятва                                 | Беҳуда қасам                       | Эркин Бойназаров                                                            |
| 2023 | Катастрофа и разум                               | Офат ва ақл                        |                                                                             |
| 2023 | Чипполино                                        | Чипполино                          | Джанни Родари                                                               |

Со дня основания в театре было поставлено более 600 произведений.
- 1919 год — М.Бехбудий «Падаркуш», (Отцеубийца) Маннон Уйгур «Лекарь из Туркестана».
- 1920 год — Хамза «Отравленная жизнь».
- 1921 год — Гулом Зафарий «Сирота».
- 1922 год — Хамза «Наказание клеветников».
- 1923 год — Камиль Яшен «Лолахон».
- 1924 год — Махмуд Рахмон «Рапорт с юга».
- 1925 год — К. Яшен и М.Музаффаров «Гулсара».
- 1926 год — К. Яшен «Два коммуниста».
- 1927 год — К. Яшен «Друзья».
- 1928 год — К. Яшен «Внутри».
- 1929 год — Гулом Зафарий «Халима», К. Яшен «Ажи-ажи».
- 1930 год — Умаржон Исмоилов «Истории на хлопковом поле».
- 1931 год — Н. В. Гоголь «Женитьба».
- 1932 год — Маннон Уйгур «Переводчик».
- 1933 год — Гаджибеков «Аршин мал алан».
- 1934 год — Н. В. Гоголь «Ревизор».
- 1935 год — Назир Сафаров, Зиё Саид «История заговорила», К. Яшен «Сожжём».
- 1936 год — Ж.Турусбеков «Вместо смерти», К.Тренёв «Любовь Яровая», Тожизода «Комсомольский взвод».
- 1937 год — Шиллер «Обман и любовь», Ш.Хуршид «Фархад и Ширин».
- 1938 год — К. Гольдони «Слуга двух господ», Сабир Абдулла «Сабля Узбекистана».
- 1939 год — Билль-Белоцерковский «Пограничники», Хамза «Бай и батрак», Сабир Абдулла «Тахир и Зухра».
- 1940 год — Хамза «Холисхон», К. Яшен «Буран».
- 1941 год — К. Яшен и М.Мухамедов Архивная копия от 26 августа 2018 на Wayback Machine «Гулсара», Хуршид «Лейла и Маджнун», Сабир Абдулла «Курбан Умаров».
- 1942 год —  Сабир Абдулла и Уйгун "Меч Узбекистана", К. Яшен «Смерть захватчикам!», Хамза «Проделки Майсары», Корнейчук «Фронт».
- 1943 год — Сабир Абдулла «Даврон ата», Умаржон Исмоилов «Зафар».
- 1944 год — К. Яшен «Нурхон», М. Ордубади «Невеста за 5 сом».
- 1945 год — Уйгун «Песня жизни».
- 1946 год — Мухтаров «Честь женщины».
- 1947 год — Уйгун «Весна», Хуршид «Фархад и Ширин».
- 1948 год — К.Тренёв «Красный галстук», Уйгун «Песня жизни», Уйгун «Алтынкуль».
- 1949 год — Фатхуллин «Лепестки», «Хамид Алимджан Семург».
- 1950 год — Исмоил Акрам «Адолат», Сабир Абдулла «Алпамыш».
- 1951 год — Ж. Боконбаев «Токтогул», Хуршид «Лейли и Меджнун».
- 1952 год — Шукур Саъдулла «Ёрилтош», Махмуд Рахмон «Радость», Абдулла Каххар «Шёлковое сюзане».
- 1953 год — Иззат Султан «Алишер Навои», Н. Лысенко «Наталка Полтавка», К. Яшен «Нурхон».
- 1954 год — Шукур Саъдулла «Праздник на поле», Бахром Рахмонов «Сердечные секреты».
- 1955 год — К. Яшен «Офтобхон», Рабиндранат Тагор «Девушка реки Ганг».
- 1956 год — К. Яшен «Равшан и Зулхумор», Фатхуллин «Любовь к Родине», И. Ахмедов «Сундук секретов».
- 1957 год — Сабир Абдулла «Алпамыш», Самад Вургун «Юлдуз».
- 1958 год — Хамид Алимджан «Ойгул и Бахтияр», М.Шатров «Именем революции».
- 1959 год — Турсун Собиров «Орзигул», Ахмад Бобожон «Ашик Гариб и Шахсанам», А.Бобожон «Тайфун», Хамза «Секреты паранджи».
- 1960 год — Кубанычбек Маликов «На высокой земле», Хамид Гулям «Ташбалта влюблён», Карло Гоцци «Принцесса Турандот».
- 1961 год — Рихси Орифжонов «Если твоя голова кривая», К. Яшен «Дилором».
- 1962 год — Шукур Саъдулла «Два браслета», Бексултан Жакиев «Судьба отца».
- 1963 год — Мухаммаджон Хайруллаев «Дитя», Абдулла Каххар «Голос из гроба», Яхёхон Маматхонов «Мели хоббон, Наби товон».
- 1964 год — Ахмад Бобожон «Трагедия поэмы», Байсеитов, Шангитбоев «Дорогие девушки», У.Шекспир «Отелло», Касымали Джантошев «Чертова девушка», Прем Чанд «Нимми».
- 1965 год — Сахиб Жамал «Гули сиёх», Фатхуллин «Любовь в молодости», Касымали Джантошев «Горный беркут», Иззат Султан «Полёт беркута».
- 1966 год — Иззат Султан «Неизвестный человек», Сабир Абдулла «Гул и Навруз», Чингиз Айтматов «Материнское поле», Уйгун «Парвона».
- 1967 год — Алишер Навои «Дилором», Адхам Рахмат Архивная копия от 3 сентября 2018 на Wayback Machine «Абдулла Набиев», Уткир Рашид «Сваты», Касымали Джантошев «Девушка с усами».
- 1968 год — Абдулла Кадыри «Скорпион из алтаря», Анатолий Софронов «Стряпуха замужем», Мирзабек Тойбаев «Новая невеста», Бекниёзов, Исмаилов «Меж двух огней», Абдугани Абдугафуров «Сожаление».
- 1969 год — Н. В. Гоголь «Женитьба», Хамид Гулям «Странные вещи», Шараф Рашидов «Могучая волна», Мирзакалон Исмоилий «Когда заря взойдёт над Ферганой».
- 1970 год — Т. Абдумомунов «Кто смеётся последним», М. Ордубади «Невеста за 5 сом», Шухрат «Дешёвый жених», Димитрас Псафас «Требуется лжец».
- 1971 год — А. Д. Иловайский «Приключения Чанду», Гунтекин «Обман по шариату», Умаржон Исмаилов «Рустам», Суорун Омоллоон «Перед рассветом».
- 1972 год — Мухтаров «Чертовое поколение», Токтоболот Абдумомунов «Девушка Атабека», А. Абдугафуров «Балойи нафс».
- 1973 год — Абдукаххор Маннонов «Начало жизни», Александр Островский «Гроза», Хамид Гулям «Ташбалта влюблён», Саидмуродов «Горная красавица».
- 1974 год — А. Абдугафуров «Куйдирмаган кундош», Жура Махмудов «Красавица», Аалы Токомбаев «Аширбой», Рихси Орифжонов «Преступление без наказания», Саид Ахмад «Бунт невесток».
- 1975 год — Турсун Сабиров «Орзигул», Н. В. Гоголь «Ревизор», Умарахунов «Человек издалека», Хутаев «Старики с молодыми душами», Исмаил Акрам «Адолат».
- 1976 год — Мехрибон Назаров «Рука друга», Т. Абдумомунов «Никому не говори», Бабаханов «Шутник Али», Ахмедов «Сундук секретов».
- 1977 год — Папаян «Переполох перед свадьбой», Насридин Байтемиров «Уркуя», А. Абдугафуров «Наследство отцов», Аалы Токомбаев «Жалость к животному».
- 1978 год — Сахиб Джамал «Легендарная личность», Мехмон Бахти Архивная копия от 3 сентября 2018 на Wayback Machine «Разбойник и гончар», Зульфия «Семург», Арбузов «Святой город», Фатхуллин «Любовь к Родине».
- 1979 год — Мирзабек Тойбаев «Старый холостяк», Сабир Абдулла «Гул и Навруз», Максим Горький «Васса Железнова», М. Тахмасиб «Весна», Саид Ахмад «Бунт невесток».
- 1980 год — Шукур Саъдулла «Два браслета», А. Абдугафуров «Гипноз-2», Берди Кербабаев «Неркес», Мольер «Мещанин во дворянстве».
- 1981 год — Шатман Садыбакасов «Белый жеребец», Улмас Умарбеков «Посмертный долг», Максим Каримов «Дорога в Чаткал», Шухрат «Дешёвый зять».
- 1982 год — Уткир Хашимов «Приглашаем на свадьбу», Эврипид «Медея», Гунтекин «Омар Хайям», Иззат Султан «Не зная наступил колючку».
- 1983 год — А. Абдугафуров «Изобретательный Талмас», Сарвар Азимов «Кровавый мираж», Сабир Абдулла «Тахир и Зухра», Чингиз Айтматов «Первый учитель», Мустай Карим «В ночь лунного затмения».
- 1984 год- Мехрибон Назаров «Конец традиций», Байсеитов, Шангитбаев «Дорогие девушки».
- 1985 год — В. Виткович «Похождения Насреддина», Умаржон Алимжанов «Путешествие в мир тайн», Уйгун «Зебунисо», Мольер «Мещанин во дворянстве», А. Абдугафуров «Наследство».
- 1986 год — А. Абдугафуров «Если не я, то кто?», Уйгун «Полёт», Хамза «Проделки Майсары».
- 1987 год — Сарвар Азимов «Кровавый мираж», Умаржон Алимжанов «Конфета дружбы», Жалил Садиков «Семетей сын Манаса», Штейн «Весна двадцать первого».
- 1988 год — Шараф Башбеков «Врата судьбы».
- 1989 год — Хайдар Мухаммад «Прекрасная принцесса Ташкента», Саид Ахмад «Зять», Шукур Саъдулла «Ёрилтош», Исмаил Акрам «Адолат».
- 1990 год — А. Абдугафуров «Враг народа», Умаржон Алимжанов «Согдиана», К. Яшен «Равшан и Зулхумор».
- 1991 год — Мехмон Бахти Архивная копия от 3 сентября 2018 на Wayback Machine «Упрямый зять», А. Абдугафуров «Курманжан Датка».
- 1992 год — Иброхим Содиков «5 жён Афанди», Мурза Гапаров[кирг.] «Соляная степь», Хашимжан Раззаков «Нодира».
- 1993 год — Абдулла Орипов «Путь в рай», Токтоболот Абдумомунов «Кто смеётся последним», Равшан Ёриев «Таинственный колос», Улмас Умарбеков «Когда земля горит».
- 1994 год — Камилжан Нишанов «Современные зятья», Умаржон Алимжанов «Хасан-Хусан разборщики».
- 1995 год — Хамид Гулям «Ташбалта влюблён», Жалил Садиков «Семетей сын Манаса», Шараф Рашидов «Могучая волна».
- 1996 год — Абдулла Орипов «Сохибкирон» (Венценосец), Мурза Гапаров[кирг.] «Хочу умереть, нужен спонсор», Зульфия «Семург».
- 1997 год — Тулан Низам «Чулпан».
- 1998 год — Шараф Башбеков «Когда выйдет получше», Суранчи Жетимишев[кирг.] «Камчибек», Эркин Байназаров «Золотой кувшин».
- 1999 год — А. Абдугафуров «Процентщик Ланкабай», У.Шекспир «Макбет»
- 2000 год — Жалил Садиков «Песня о Бабуре».
- 2001 год — Шукур Саъдулла «Ёрилтош», Сайлавбай Джумагулов «Одолжи супруга».
- 2002 год — Мухтар Шаханов «Тайна, унесённая Чингизханом», Джамал Акматалиев «Жизнь».
- 2003 год — Шараф Башбеков «Когда выйдет получше», Тулан Низам «Чулпан».
- 2004 год — Мурза Гапаров[кирг.] «Соляная степь» Максуд Шайхзада «Любовь Улугбека».
- 2005 год — Жалил Садиков «Песня о Бабуре», Хайитмат Расул «Золотая девушка».
- 2006 год — Султан Раев «Слёзы царицы», Айбек Юлдашев «Эгривой и Тўгривой».
- 2007 год — Инамжан Турсунов «Лес чудес», Тимур Зулфикаров «Исповедь».
- 2008 год — Хуршид «Лейла и Меджнун», Эркин Байназаров «Друзья петушатники», У. Шекспир, А. С. Пушкин «Вечные судороги».
- 2009 год — Султан Раев «Далёкий путь в Мекку», Охунжон Хакимов Архивная копия от 21 августа 2018 на Wayback Machine «Старики озорники», Насрулла Кабул «Неблагодарные», Олимжон Салимов[узб.] «Волшебный мешок».
- 2010 год — Чингиз Айтматов «Плаха», Султан Раев «Слёзы царицы», Насрулла Кабул «Ловушка», Кайрат Иманалиев[кирг.] «Жаркынай».
- 2011 год — Султан Раев «Далёкий путь в Мекку», «Слёзы царицы», Хуршид «Лейла и Меджнун», Охунжон Хакимов Архивная копия от 21 августа 2018 на Wayback Machine «Старики озорники».
- 2012 год — Ином Турсунов «Царица змей», Б. Жакиев «Боль болью не лечат», А. Абдугафуров «Разум и Алчность», «Путешествие в империю Лжи».
- 2013 год — Султан Раев «Слёзы царицы», «Далёкий путь в Мекку», Хуршид «Лейла и Меджнун», Б. Жакиев «Боль болью не лечат», Тимур Зулфикаров «Исповедь».
- 2014 год — Жалил Садиков «Семетей сын Манаса», К.Гольдони «Слуга двух господ», Чингиз Айтматов «Плаха» («Плач волчицы»), «Часы времени» Гуласал Алиева «Прости меня».
- 2015 год — Султан Раев «Барсбек каган», Иброхим Содиков «5 жён Афанди», Б. Жакиев «Боль болью не лечат», «Шесть жён на одного вдовца», Д. Р. Киплинг «Маугли».
- 2016 год — Султан Раев «Барсбек», М.Камилжанов «Сердце матери», «Шесть жён на одного вдовца», Жалил Садиков «Манас Великодушный».
- 2017 год — П. Кодиров «Бобур тугёни» («Душевные смятения Бабура») (посвящённая Бабуру), Р. Отарбаев «Тайны зеркала», Уильям Шекспир «Ричард III»[93], «Зумрад и Киммат».
- 2018 год — Чингиз Айтматов «Звезда надежды» (Пегий пёс, бегущий краем моря), Сирожиддин Салохиддинов «Небеса полны милосердия», Иранская сказка «Дураки».
- 2019 год — Уильям Шекспир «Король Лир», Элмурод Жусубалиев "Приключения Байбек батыра".
- 2020 год —  Султан Раев "Корона", Мукаддас Мамадалиева "К старухе пришла сваха", Султан Раев "Крик аистов", Уткир Хашимов "Последняя жертва войны", Алексей Толстой "Приключения Буратино".
- 2021 год - Кайрат Иманалиев "Коркут", "Умид" (Надежда), Хуршид Даврон "Тоска по Бабуру", Уткир Хошимов "Последняя жертва войны".
- 2022 год - Сохибахон Хошимова «Самар Бону», Рихсивой Мухаммаджонов "Немая невеста" Эркин Бойназаров "Буратино и Джек Воробей"
- 2023 год - Юнус Огуз "Аттила", Халима Ахмедова "Поменяю своё сердце", Эркин Бойназаров "Напрасная клятва", "Катастрофа и разум", Джанни Родари "Чипполино"

Кроме того, на сцене театра были поставлены многочисленные концертные программы.
1. Рахмонберди Мадазимов (1914-1932 годы)
2. Болта Махмудов (до 1942 года)
3. Уринбой Рахмонов (1942-1949 годы)
4. Гуломжон Исроилов
5. Фаина Анатольевна Литвинская (1957-1967 годы)
6. Собиржон Юлдашев
7. Эркин Муродов
8. Журабой Махмудов (1971—1975)
9. Салохиддин Умаров
10. Махмуджон Гуломов
11. Бообек Ибраев
12. Абдурашид Бойтемиров
13. Ганижон Холматов (до 2007 года)[94]
14. Каримжон Юлдашев
15. Набижон Мамажонов

1. Рахмонберди Мадазимов (1914-1932 годы)
2. Болта Махмудов (до 1941 года)
3. С. Григорьян (1941-1942 годы)
4. Уринбой Рахмонов (1942-1949 годы)
5. Зиёйдин Камолов (2016-2018 годы)
6. Равшан Турсунов с 2018 года

1. Рахмонберди Мадазимов (1914-1932 годы)
2. Солихон Ахмаджонов
3. Бобохон Ортиков
4. Абдугани Нурбоев
5. Салимжон Ёдгоров
6. Фаттох Мансуров
7. Лутфулла Исаков
8. Махмуджон Умаров
9. Алихон Жураев
10. Нурмамат Солиев
11. Солижон Розиков
12. Мухаммадусмон Азизов
13. Комилжон Восилов
14. Хошимжон Юлдашев
15. Набижон Мамажонов (2015-2019 годы)[95]
16. Аъзам Рахим (с июня 2019 года)

- Первый основатель, директор, художественный руководитель и главный режиссёр театра Рахмонберди Мадазимов был первым основателем и организатором театрального движения в Центральной Азии и Кыргызстане. Основанный им театр является вторым старейшим театром в Центральной Азии. Внёс большой вклад в развитие культуры, искусства и системы образования Центральной Азии и Кыргызстана.
- Один из основателей театра Балтыходжа Султанов был заместителем руководителя Ошского уезда в 1918-1919 годы, заместителем председателя Ошского городского Совета депутатов, основателем МВД Кыргызстана и первым начальником милиции города Ош в 1918 году[96], а также основателем ГКНБ Кыргызстана и первым начальником ЧК Ошского уезда в 1919 году[97].
- Лидерами и идеологами джадидизма на юге Кыргызстана были основатели театра мулла Рахмонберди Мадазимов, Балтыходжа Султанов и путешественник и революционер Фазылбек Касымбеков[98]. В начале 20-го века Рахмонберди Мадазимов, Балтыходжа Султанов и Фазылбек Касымбеков открыли джадидскую школу в Оше, где обучалось более 60 детей, а в школе Кара-Суу – 20 детей[99]. В то время было крайне мало людей знавших грамоту, грамоту получали в основном дети из дворянского сословия и богатых семей. Поэтому они уделяли большое внимание народному образованию, развитию сети советских школ на юге Кыргызстана. Они внесли большой вклад в развитие системы народного образования Ошской области. 20 мая 1918 года Рахмонберди Мадазимов, Балтыходжа Султанов приняли активное участие в формировании в Оше совета народного образования. При непосредственном участии Рахмонберди Мадазимова и Балтыходжи Султанова в августе 1918 года был открыт первый детский сад на 95 человек, в Ошском уезде в 1918 году было открыто 13 школ, где обучалось 939 детей и подростков. По их предложению была организована бесплатная раздача горячей пищи для голодных детей и сирот.
- На базе Ошской русско-туземной школы (в дальнейшем — школа имени 25-го Октября) Рахмонберди Мадазимов и Балтыходжа Султанов организовали библиотеку — первую до революции на Юге Кыргызстана. Книги для библиотеки они покупали за счёт собственных средств[100].
- Один из основателей театра Журахон Зайнобиддинов был основателем и первым начальником управления образования Ошского уезда, одним из основателей союза комсомола в городе Ош. Внёс большой вклад в развитие системы образования Кыргызстана.
- Один из основателей театра Назирхон Камолов был основателем, первым диктором и заведующим отдела Радио Узбекистана[101].
- Один из основателей театра, художественный руководитель театра Уринбой Рахмонов по его предложению в 1954 году были объединены три сельских совета — Кызыл-Кыштак, Шуро и Ишкаван в единую Кызыл-Кыштакский сельский совет, где были освоены новые земли в сёлах Янги-Турмуш, Сураташ, Бешкапа, Коммунист, Керме-Тоо, Кызыл-Байрак, Ишкаван. Сейчас там проживают 50 тысяч людей.
- На заре становления новой государственности — в формировании Кара-Кыргызской автономной области активную роль сыграли сотрудники и активные любители театральной труппы Рахмонберди Мадазимов, Балтыходжа Султанов, Насрулло Султанов, Журахон Зайнобиддинов, Санжар Касымбеков, Иномжон Саидий, Журахон Шамсуддинов.
- Артисты театра Абдулла тарок Файзуллаев, Розияхон Муминова первыми в республике в 1939 году получили звание заслуженных артистов Киргизской ССР[102]. В 1940 году одними из первых в республике получили звание народных артистов Киргизской ССР.
- Артистка театра Розияхон Муминова была первой танцовщицей сцены среди девушек-мусульманок Кыргызстана. Была автором многочисленных оригинальных танцев, в том числе танца «Андижанская полька», которая вошла в золотой фонд танцевального искусства[103][104][105][106]
- Артист театра Журахон Рахмонов Указом Президиума Верховного Совета Узбекской ССР № 164 от 5 июля 1974 года первым среди артистов Кыргызстана был удостоен почётного звания заслуженный артист Узбекской ССР. В истории Кыргызстана только лишь два артиста были награждены этим почётным званием. Также Журахон Рахмонов был награждён двумя почётными грамотами Президиума Верховного Совета Киргизской ССР (в 1968 и 1974 годах). В истории Кыргызстана лишь несколько государственных и общественных деятелей и деятелей культуры дважды удостаивались этой почётной грамоты.
- Исполненные песни артистами театра Абдуллой тарок Файзуллаевым, Тожихон Хасановой, Нематжоном Нематовым, Толибжоном Бадиновым, Ойтожихон Шобдоновой, Абдурасулжоном (Расул) Ураимжоновым, Ёркиной Хотамовой, Дилдорбеком Рахмоновым[кирг.] вошли в золотой фонд и хранятся в архиве Радио Узбекистана.
- Артист театра, народный артист Кыргызстана Абдурасулжон (Расул) Ураимжонов за красивый голос был назван «Робертино Лоретти Азии», «Соловьём Азии»[107][108]